# Tim Hetherington
Pour les articles homonymes, voir Hetherington.
Timothy Alistair Telemachus « Tim » Hetherington, né le 5 décembre 1970 à Birkenhead au Royaume-Uni et mort le 20 avril 2011 à Misrata en Libye, est un correspondant de guerre et photojournaliste britannico-américain.

## Biographie
Tim Hetherington est surtout connu pour le film documentaire Restrepo qu'il a coréalisé en 2010 avec Sebastian Junger, le film ayant été nommé pour l'Oscar du meilleur film documentaire en 2011.
Hetherington a été tué par un tir de mortier tirés par les forces libyennes lorsqu'il couvrait la guerre civile libyenne de 2011. Le photojournaliste Chris Hondros meurt dans la même attaque.